# Niha
Pour les articles homonymes, voir Nias.
Le niha (ou nias) est une langue austronésienne parlée dans les îles de Nias et Batu, situées au large de la côte occidentale de Sumatra, en Indonésie. La langue fait partie de la branche des langues malayo-polynésiennes.

## Classification
Le niha est une des langues sumatra du Nord-Ouest, un sous-groupe du malayo-polynésien occidental. Il est apparenté au karo batak.

## Dialectes
La langue a trois dialectes. Le dialecte du Nord est le plus prestigieux et celui qui a le plus de locuteurs. Les deux autres sont le dialecte central et le dialecte du Sud, parlé aussi sur les îles Batu.

## Phonologie
Les tableaux présentent la phonologie du dialecte du Sud, le nias selatan.

### Voyelles
|         | Antérieure | Centrale | Postérieure |
| ------- | ---------- | -------- | ----------- |
| Fermée  | i [i]      |          | u [u]       |
| Moyenne | e [e]      | ö [ɤ]    | o [o]       |
| Ouverte |            | a [a]    |             |

### Consonnes
|              |              | Bilabiales | Lab.-dent. | Alvéolaires | Dorsales | Dorsales | Glottales |
| ------------ | ------------ | ---------- | ---------- | ----------- | -------- | -------- | --------- |
| Palatales    | Vélaires     | Bilabiales | Lab.-dent. | Alvéolaires |          |          | Glottales |
| Occlusives   | Sourde       | p [p]      |            | t [t]       |          | k [k]    | ’ [ʔ]     |
| Occlusives   | Sonore       | b [b]      |            | d [d]       |          | g [g]    |           |
| Occlusives   | Battue       |            |            | ndr [dʳ]    |          |          |           |
| Fricative    | Sourde       |            | f [f]      | s [s]       |          | kh [x]   | h [h]     |
| Fricative    | Sonore       |            | v [v]      |             |          |          |           |
| Affriquée    | Sourde       |            |            |             | c [t͡ʃ]   |          |           |
| Affriquée    | Sonore       |            |            |             | z [d͡ʒ]   |          |           |
| Nasale       | Nasale       | m [m]      |            | n [n]       |          |          |           |
| liquide      | liquide      |            |            | l [l]       |          |          |           |
| Battue       | Battue       |            | mb [ʙ]     | r [r]       |          |          |           |
| Semi-voyelle | Semi-voyelle | w [w]      | β [ʋ]      |             | y [j]    |          |           |